# Aphyosemion joergenscheeli
Aphyosemion joergenscheeli е вид лъчеперка от семейство Nothobranchiidae. Видът е незастрашен от изчезване.

## Разпространение
Разпространен е в Габон.

## Описание
На дължина достигат до 6 cm.